# Bistum Aire und Dax
Das in Frankreich gelegene heutige Bistum Aire und Dax (lateinisch Dioecesis Aturensis et Aquae Augustae, französisch Diocèse d’Aire et Dax) der Römisch-katholischen Kirche wurde im 5. Jahrhundert als Bistum Aire (lat.: Dioecesis Aturensis) begründet. Sein heutiges Gebiet entspricht dem Département Landes.

## Geschichte
Am 29. November 1801 wurde das Bistum von Pius VII. infolge des Konkordats mit Frankreich durch die Bulle Qui Christi Domini aufgelöst und das Gebiet dem Bistum Bayonne zugeteilt. Am 6. Oktober 1822 wurde es mit der Bulle Paternae charitatis als Suffraganbistum von Auch wiedererrichtet. Am 3. Juni 1857 nahm es das 1801 ebenfalls aufgehobene Bistum Dax, dessen Gebiet dem Bistum Aire zugewiesen worden war, in seinen bis heute gültigen Namen auf.
Der Sitz des Bistums wurde am 31. März 1933 durch Pius XI. mit der Apostolischen Konstitution Ad rectum et utile von Aire-sur-l’Adour nach Dax verlegt. Die alte Kathedrale von Dax ist seither wieder Hauptkirche des Bistums, die Kathedrale von Aire Konkathedrale. Bei der Reform der französischen Kirchenprovinzen im Jahre 2002 wurde das Bistum Suffragan des Erzbistums Bordeaux.